# Ferrari 412P

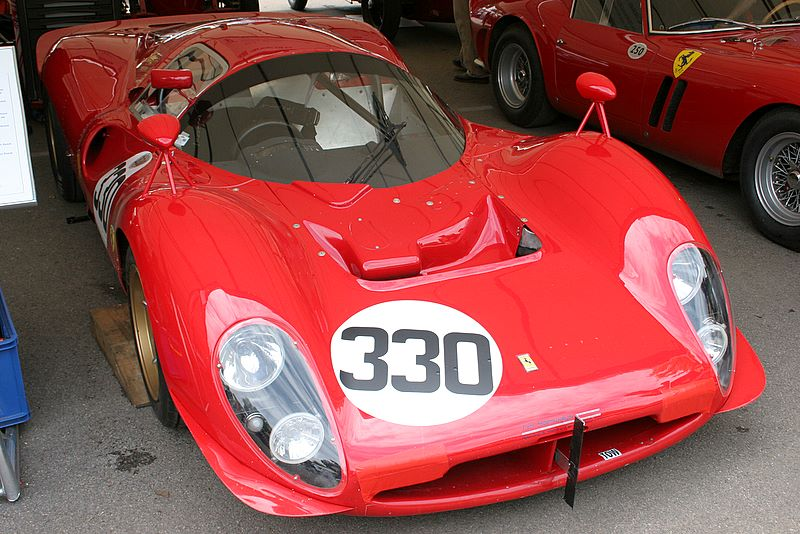
Ferrari 412P

Der Ferrari 412P war ein Rennsportwagen, der 1967 in der Sportwagen-Weltmeisterschaft eingesetzt wurde.

## Entwicklungsgeschichte
Der 412P war die Kundenversion des 330P4. Diese Kundenwagen, die das North American Racing Team, die Scuderia Filipinetti und Maranello Concessionaires einsetzten, unterschieden sich in zwei wesentlichen Details vom Werkswagen. Während der 330P4 bereits ein von Ferrari entwickeltes Fünfganggetriebe hatte, kam im 412P noch das alte, sehr anfällige ZF-Getriebe zum Einsatz. Das Getriebe bekam zwar einen zusätzlichen Ölkühler, war aber auch 1967 ein häufiger Ausfallsgrund. Der V12-Motor leistete mit 410 PS rund 40 PS weniger als das Aggregat im Werkswagen.

## Renngeschichte
Pedro Rodríguez und Jean Guichet komplettierten beim 24-Stunden-Rennen von Daytona 1967 mit dem dritten Platz im 412P des North American Racing Teams den Dreifachsieg von Ferrari. Beim 1000-km-Rennen von Spa-Francorchamps 1967 platzierte sich ein 412P, gefahren von Lucien Bianchi und Richard Attwood, hinter dem Mirage M1 von Jacky Ickx/Dick Thompson und dem Porsche 910 von Hans Herrmann/Jo Siffert ebenfalls an dritter Stelle der Gesamtwertung.
Fünf 412P wurden gebaut und alle sind heute noch erhalten. Einer wurde allerdings 1967 zum CanAm-Spyder umgebaut und lief in der nordamerikanischen Rennserie als Ferrari 412 CanAm.